# Dytiscus

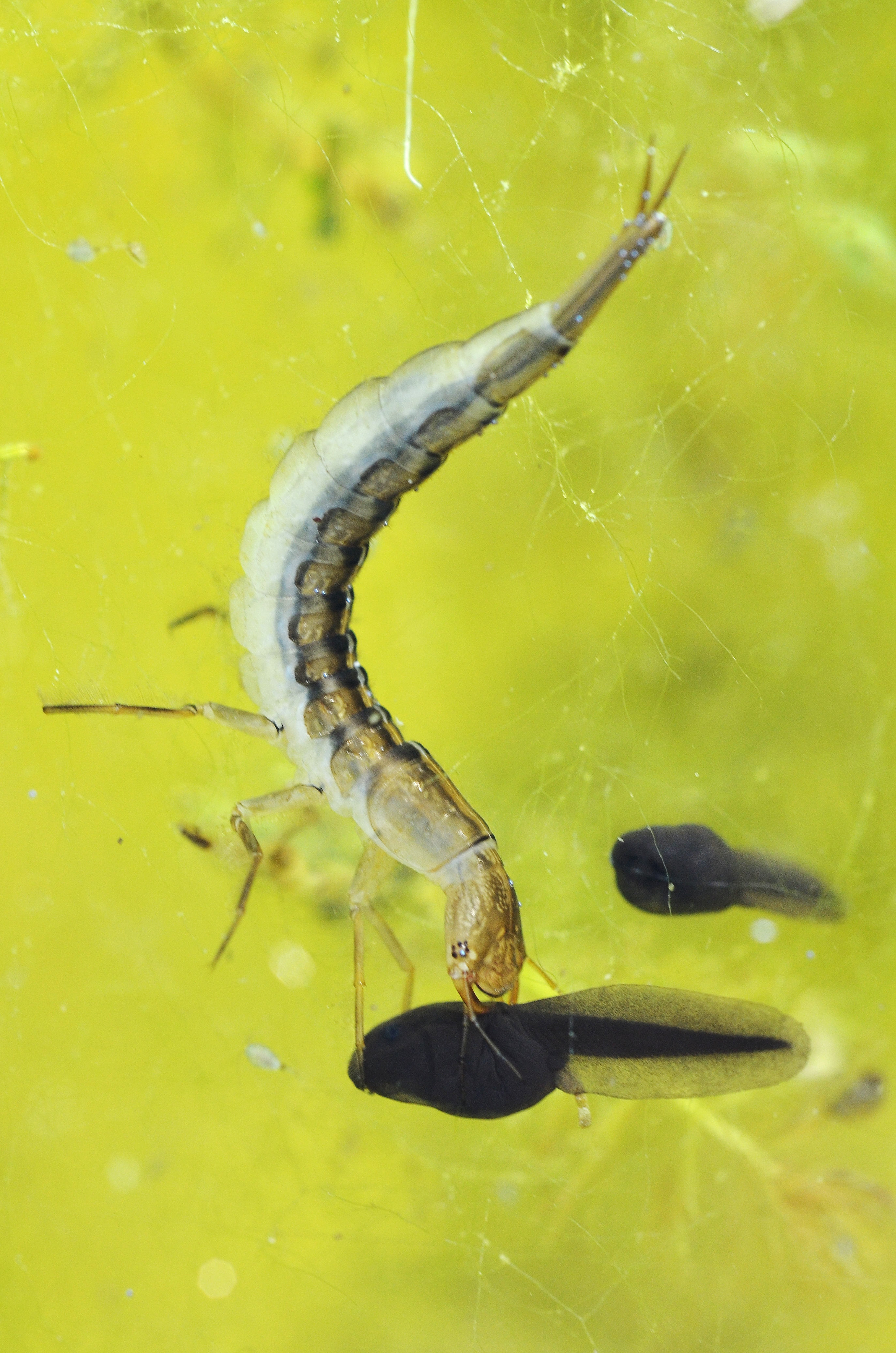
Polująca larwa Dytiscus sp.

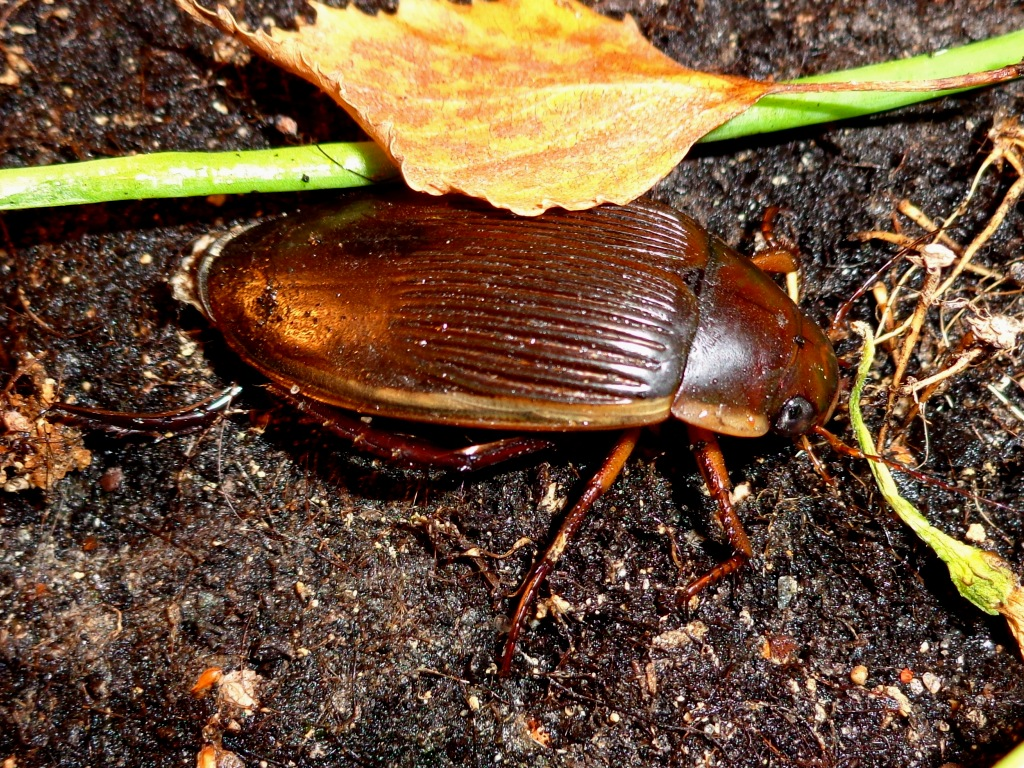
Dytiscus dimidiatus

Pływak (Dytiscus) – rodzaj wodnych chrząszczy z rodziny pływakowatych i podrodziny Dytiscinae. W zapisie kopalnym znany od miocenu.

## Morfologia
Duże chrząszcze o zredukowanym owłosieniu. Grzbietowa strona ciała ciemnozielonkawa i żółto obwiedziona. Przedplecze nieobrzeżone. Pokrywy gęsto punktowane, a u niektórych samic żłobkowane. Przednie stopy samców rozszerzone w zaokrąglone szerokie płaty i zaopatrzone w przyssawki. Odnóża tylne o stopach i goleniach wyposażonych we włosy pływne po obu stronach. Zapiersie o skrzydełkach stosunkowo szerokich, lecz wąsko zakończonych. Płytki zabiodrza o przedniej krawędzi łagodnie zaokrąglonej.

## Biologia i ekologia
Zamieszkują wody dobrze zarośnięte. Larwy i Imagines drapieżne. Polują na owady, małe ryby, traszki itp. Jaja składają do tkanek roślinnych. Larwy pojawiają się od późnej wiosny. Większość gatunków przepoczwarcza się przed nadejściem zimy i zimuje już jako imago w głębszych zbiornikach wodnych. 

## Rozprzestrzenienie
Rodzaj holarktyczny, sięgający w Meksyku na północ krainy neotropikalnej. Do fauny Polski należy 7 gatunków: D. circumcinctus, D. circumflexus, D. dimidiatus, D. lapponicus, D. latissimus, D. marginalis i D. semisulcatus.

## Systematyka
Należą tu 33 gatunki
- Dytiscus alaskanus J. Balfour-Browne, 1944
- †Dytiscus avunculus C. Heyden, 1862
- Dytiscus carolinus Aubé, 1838
- Dytiscus circumcinctus Ahrens, 1811
- Dytiscus circumflexus Fabricius, 1801
- Dytiscus cordieri Aubé, 1838
- Dytiscus dauricus Gebler, 1832
- Dytiscus delictus (Zaitzev, 1906)
- Dytiscus dimidiatus Bergsträsser, 1778
- Dytiscus distantus Feng, 1936
- Dytiscus fasciventris Say, 1824
- Dytiscus habilis Say, 1830
- Dytiscus harrisii Kirby, 1837
- Dytiscus hatchi Wallis, 1950
- Dytiscus hybridus Aubé, 1838
- †Dytiscus krausei H.J.Kolbe, 1931
- Dytiscus lapponicus Gyllenhal, 1808 – pływak lapoński
- †Dytiscus latahensis Wickham, 1931
- Dytiscus latissimus Linnaeus, 1758 – pływak szerokobrzeżek
- Dytiscus latro Sharp, 1882
- †Dytiscus lavateri Heer, 1847
- Dytiscus marginalis Linnaeus, 1758 – pływak żółtobrzeżek
- Dytiscus marginicollis LeConte, 1845
- †Dytiscus miocenicus Lewis et Gundersen, 1987
- Dytiscus mutinensis Branden, 1885
- Dytiscus persicus Wehncke, 1876
- Dytiscus pisanus Laporte, 1835
- Dytiscus semisulcatus O.F. Müller, 1776
- Dytiscus sharpi Wehncke, 1875
- Dytiscus sinensis Feng, 1935
- Dytiscus thianschanicus (Gschwendtner, 1923)
- Dytiscus verticalis Say, 1823
- †Dytiscus zersii Sordelli, 1882